# Baudisson Island
L'île Baudisson est une île de Papouasie-Nouvelle-Guinée, située au sud de l'île de la Nouvelle-Hanovre et à l'ouest de la partie nord de la Nouvelle-Irlande. Elle est située entre l'île Selapiu et l'île Manne.

## Économie
Une plantation est implantée sur l'île.